# Allium unifolium
Allium unifolium — вид трав'янистих рослин родини амарилісові (Amaryllidaceae), поширений у штатах Орегон, Каліфорнія, США й на півночі Нижньої Каліфорнії, Мексика.

## Опис
Цибулини одиночні, щорічно замінюються новими цибулинами, що породжуються кінцево на вторинному кореневищі; кореневищ 1–3, помітні, до 5 см, гладкі; материнські цибулини зникають в період цвітіння за винятком ще функціональних коренів та цибулинних покривів, яйцюваті до косо-яйцюватих, 1–2 × 0.8–1.5 см; зовнішні оболонки блідо-коричневі, перетинчасті; внутрішні оболонки білі. Листки стійкі, зелені або в'януть від кінчика в період цвітіння, 2–3; листові пластини сплюснуті, 18–50 см × 4–10 мм, краї цілі. Стеблина стійка, одиночна, прямостійна, циліндрична, 20–80 см × 2–7 мм. Зонтик стійкий, прямостійний, нещільний, 15–35-квітковий, півсферичний, цибулинки невідомі. Квіти зірчасті, 11–15 мм; листочки оцвітини розлогі, яскраво-рожеві або рідко білі, від зворотнояйцюватих до яйцюватих, нерівні (внутрішні коротші й вужчі ніж зовнішні), краї цілі, верхівки від гострих до тупих або вищерблені. Пиляки жовті або пурпурові; пилок жовтий або сірий. Насіннєвий покрив тьмяний. 2n = 14.
Період цвітіння: травень — червень.

## Поширення
Поширений у штатах Орегон, Каліфорнія, США й на півночі Нижньої Каліфорнії, Мексика.
Населяє вологі, глинисті ґрунти, включаючи серпантин, зазвичай вздовж струмків; 0–1100 м.